# Miscogaster maculipes
Miscogaster maculipes är en stekelart som beskrevs av Walker 1833. Miscogaster maculipes ingår i släktet Miscogaster och familjen puppglanssteklar. Inga underarter finns listade i Catalogue of Life.